# Aplidium quadriversum
Aplidium quadriversum är en sjöpungsart som beskrevs av C.S. Millar 1982. Aplidium quadriversum ingår i släktet Aplidium och familjen klumpsjöpungar.
Artens utbredningsområde är Södra Ishavet. Inga underarter finns listade i Catalogue of Life.